# Ottosen (Iowa)
Ottosen – miasto w Stanach Zjednoczonych, w stanie Iowa, w hrabstwie Humboldt. Zgodnie ze spisem statystycznym z 2000 roku, miasto liczyło 61 mieszkańców.